# أنابيلا لوين
أنابيلا لوين هي مغنية ميانمارية، ولدت في 31 أكتوبر 1966.

## وصلات خارجية
- الموقع الرسمي
- أنابيلا لوين على موقع IMDb (الإنجليزية)
- أنابيلا لوين على موقع ميوزك برينز (الإنجليزية)
- أنابيلا لوين على موقع ديسكوغز (الإنجليزية)
- أنابيلا لوين على موقع قاعدة بيانات الفيلم (الإنجليزية)